# Werner Hugo Paul Rothmaler
Werner Hugo Paul Rothmaler (Sangerhausen, 20 de Agosto de 1908 — Leipzig, 13 de Abril de 1962) foi um botânico alemão.
Produziu mais de 190 artigos científicos, e um clássico da literatura botânica mundial,  Exkursionsflora von Deutschland, com 753 páginas e 2.814 imagens. ISBN 978-3-8274-1842-5

## Algumas publicações
- Exkursionsflora von Deutschland; set completo, 3152 pp., 4 vols. ISBN 3-8274-0657-9
- Alchemillae Columbianae. Trab. Mus. Nac. Ci. Nat., Ser. Bot. 31: 3-52, lám. 1-3 (10 de maio de 1935)

Realizou numerosos estudos na identificação e classificação de novas espécies (856 registros IPNI), que eram publicados habitualmente em : Feddes Repert. Spec. Nov. Regni Veg.; Notizbl. Bot. Gart. Berlin-Dahlem; Sched. Fl. Iber. Select. Cent.; Trab. Mus. Nac. Ci. Nat., Ser. Bot.; Ark. Bot.; Revista Sudamer. Bot.; Bol. Soc. Esp. Hist. Nat.; Bull. Misc. Inform. Kew; Humbert, Not. Syst.

## Homenagens
O gênero Rothmaleria foi nomeado em sua honra.